# Sara Kristoffersen
Sara Rachel Juliane Kristoffersen (* 18. Dezember 1937 in Nuuk; † 2008) war eine grönländische Künstlerin.

## Leben
Sara Kristoffersen stammt aus der Künstlerfamilie Kristoffersen. Ihr Vater war Kristoffer Kristoffersen (1902–1970) und ihre Mutter Dorthe Kristoffersen (1906–1976). Sie ist die Schwester von Simon (1933–1990), K'itura (* 1939) und Karl Kristoffersen (* 1943).
Wie die meisten in ihrer Familie arbeitete Sara Kristoffersen mit Speckstein. Sie genoss wie ihre Familienmitglieder keine künstlerische Ausbildung und adaptierte die Motive ihrer Eltern und Geschwister. Manche ihrer Darstellungen sind realistisch und zeigen Grönländer bei der Seehundjagd oder eine Mutter mit ihrem Kind, andere sind grotesk und aus der Mythologie entnommen, wie die Darstellung eines Qivittoq mit nur einem, aber überdimensionierten Ohr. Ihre Kunst wurde zweimal in Dänemark ausgestellt und befindet sich sonst im Grönländischen Nationalmuseum.